# Улица Янковского (Минск)
Улица Янковского — улица во Фрунзенском районе Минска . Назван в честь Федора Михайловича Янковского (1918—1989), белорусского языковеда, писателя, основоположника белорусской фразеологии .

## Описание
- Районы: Сухарево[2] .

Улицы Сухаревская и Янковского идут в противоположных направлениях от улицы Шаранговича. Далее Т-образный перекресток с улицей Мачульского. Затем улица поворачивает налево (улица Рыгора Ширма идет прямо) и заканчивается на Т-образном перекрестке с улицей Максима Горецкого.

## Объекты
Дома:
- 5 (на ней мемориальная доска Янковскому)[2] .
- 9, постройка 2010 г. (квартал. улиц Янковского-Горецкого-Проектируемой), 2 (квартал. ул. Янковский-Горецкий-Проектируемая)[3]
- 21 — Ясли-сад № 76[4]
- 23 — Школа № 6[5]
- 39 — Ясли-сад № 200[6]
- Перекресток ул. Янковского и ул. Шаранговича — приход во имя св. Архангела Михаила[7]
- Сухаревское кладбище

Территория домов 1-37 охраняется за пунктом охраны общественного порядка 127 (ул. Лобанка, 105 .

## Транспорт
- Автобус: 50, 121, 140 (ост. ул. Сухаревская); 116, 30 (ост. ул. Янковский).
- Троллейбусы: 7, 8, 48, 57 (ост. ул. Сухаревская); 52 (остановка ул. Янковский).